# Lysol
Lysol è il quarto album dei Melvins, pubblicato nel 1992 dalla Boner Records.
Sulla copertina viene riportato il nome "Joe" con un carattere molto più grande rispetto a quelli di "King Buzzo" e "Dale". Questo avvenne perché Buzz Osborne era stanco delle continue richieste del bassista Joe Preston per avere maggiore visibilità e peso all'interno del gruppo. La conclusione fu che Preston venne allontanato da Buzz Osborne subito dopo la realizzazione di Lysol.

## Strascichi legali
La casa discografica non era a conoscenza del fatto che il titolo dell'album corrispondeva ad un prodotto sotto copyright. Solo dopo la stampa delle prime copie dei booklet del CD e delle copertine del vinile si accorsero che il Lysol era anche un prodotto per la pulizia, di proprietà della Reckitt Benckiser. Venne quindi fatta richiesta per poter utilizzare il nome come titolo dell'album, ma il permesso venne negato.
La casa discografica allora rinominò semplicemente l'album Melvins, coprendo la parola Lysol che compariva sulle copie già stampate, con del nastro nero, utilizzando dell'inchiostro nero sul dorso sia del vinile che della versione CD. Sulle prime copie questi accorgimenti poterono essere facilmente rimossi mentre sulle successive copie il tentativo di rimozione poteva danneggiare seriamente la copertina stessa. La copertina venne infine realizzata omettendo completamente la parola Lysol, ed è per questo che l'album viene anche chiamato col nome di Melvins o Selftitled.

## Tracce
1. Hung Bunny - 10:42
2. Roman Dog Bird - 7:38
3. Sacrifice (Flipper) - 6:07
4. Second Coming (Cooper) - 1:14
5. Ballad Of Dwight Fry (Bruce/Cooper) - 3:11
6. With Teeth - 2:25
  - Nella versione CD le 6 tracce compaiono come un'unica traccia senza interruzioni o pause.

## Formazione
- Buzz Osborne - voce, chitarra
- Joe Preston - basso
- Dale Crover - batteria